# Richard Bevan Austin
Richard Bevan Austin (* 23. Januar 1901 in Chicago, Illinois; † 7. Februar 1977 ebenda) war ein US-amerikanischer Jurist. Nach seiner Berufung durch Präsident John F. Kennedy fungierte er von 1961 bis 1975 als Bundesrichter am Bundesbezirksgericht für den nördlichen Distrikt von Illinois.

## Werdegang
Richard Austin besuchte nach seinem Schulabschluss zunächst die Denison University in Granville (Ohio), an der er 1923 den Bachelor of Philosophy erwarb. Es folgte 1926 der Juris Doctor an der Law School der University of Chicago, woraufhin er als Rechtsanwalt in seiner Heimatstadt zu praktizieren begann. Von 1933 bis 1948 arbeitete er für die Staatsanwaltschaft im Cook County, wobei er ab 1947 erster stellvertretender Staatsanwalt war und kurzzeitig auch kommissarisch die Staatsanwaltschaft leitete. Austin betrieb von 1948 bis 1952 erneut seine private Praxis; zwischen 1951 und 1952 war er zudem als Sonderermittler für die Staatsanwaltschaft im Cook County tätig. 1953 wurde er Richter am Superior Court des Cook County, was er bis 1960 blieb. Während dieser Zeit stellte ihn die Demokratische Partei 1956 als ihren Kandidaten für die Wahl zum Gouverneur von Illinois auf. Er erreichte 49,5 Prozent der Stimmen und unterlag damit knapp dem republikanischen Amtsinhaber William Stratton, der auf 50,3 Prozent kam. Schon 1954 war er zum obersten Richter (Chief Justice) am Kriminalgericht des Cook County aufgestiegen. Nach einer ersten Amtszeit bis 1955 hatte er diese Funktion von 1960 bis 1961 erneut inne.
Am 7. August 1961 wurde Austin durch Präsident Kennedy als Nachfolger von Walter J. LaBuy zum Richter am United States District Court for the Northern District of Illinois ernannt. Nach der Bestätigung durch den US-Senat, die acht Tage später erfolgte, konnte er unmittelbar darauf sein Amt antreten. Am 10. Oktober 1975 wechselte er in den Senior Status und ging damit faktisch in den Ruhestand. Sein Sitz fiel an John Powers Crowley. Richard Austin verstarb am 7. Februar 1977 in Chicago.